# Dolnji Kot
Dolnji Kot je naselje u slovenskoj Općini Žužemberku. Dolnji Kot se nalazi u pokrajini Dolenjskoj i statističkoj regiji Jugoistočnoj Sloveniji. 

## Stanovništvo
Prema popisu stanovništva iz 2002. godine naselje je imalo 37 stanovnika.